# Малий Кадам
Малий Када́м (рос. Малый Кадам, марій. Изи Кодам) — присілок у складі Совєтського району Марій Ел, Росія. Входить до складу Кужмаринського сільського поселення.

## Населення
Населення — 98 осіб (2010; 120 у 2002).
Національний склад (станом на 2002 рік):
- марі — 98 %